# Halictus hintzi
Halictus hintzi là một loài Hymenoptera trong họ Halictidae. Loài này được Strand mô tả khoa học năm 1911.